# Scirpeae
Scirpeae, tribus šiljovki, dio potporodice Cyperoideae. Sastoji se od 6 rodova sa sedamdeasetak vrsta.
Ime dobiva po rodu Scirpus (šašina ili sitinac)

## Rodovi
1. Amphiscirpus Oteng-Yeb. (1 sp.)
2. Zameioscirpus Dhooge & Goetgh. (3 spp.)
3. Rhodoscirpus Lév.-Bourret, Donadío & J.R.Starr (1 sp.)
4. Phylloscirpus C.B.Clarke (3 spp.)
5. Scirpus L. (48 spp.)
6. Eriophorum L. (16 spp.)

## Vanjske poveznice
|  | Zajednički poslužitelj ima još gradiva o temi Scirpeae |
|  | Wikivrste imaju podatke o taksonu Scirpeae             |